# Нова Гута (Мазовецьке воєводство)
Нова Гута (пол. Nowa Huta) — село в Польщі, у гміні Пуща-Марянська Жирардовського повіту Мазовецького воєводства.
Населення — 75 осіб (2011).
У 1975-1998 роках село належало до Скерневицького воєводства.

## Демографія
Демографічна структура станом на 31 березня 2011 року:
|          | Загалом | Допрацездатний вік | Працездатний вік | Постпрацездатний вік |
| -------- | ------- | ------------------ | ---------------- | -------------------- |
| Чоловіки | 42      | 9                  | 30               | 3                    |
| Жінки    | 33      | 9                  | 17               | 7                    |
| Разом    | 75      | 18                 | 47               | 10                   |